# Kachirskaïa (métro de Moscou)
Kachirskaïa (en russe : Каши́рская) est une station unique pour la Zamoskvoretskaïa (ligne 2 verte) et la ligne Kakhovskaïa (ligne 11A) du métro de Moscou, située sur le territoire du raïon Moskvoretche-Sabourovo dans le district administratif sud de Moscou.

## Situation sur le réseau
Établie en souterrain, à 7 mètres sous le niveau du sol, la station de transfert Kachirskaïa est située au point 0125+54,1 de la ligne Zamoskvoretskaïa (ligne 2 verte) entre les stations Kolomenskaïa (en direction de Khovrino) et Kantemirovskaïa (en direction d'Alma-Atinskaïa), et elle est également l'un des terminus de la ligne Kakhovskaïa (ligne 11A), avant la station Varchavskaïa (en direction de Kakhovskaïa).

## Histoire
La station Kachirskaïa est mise en service le 11 août 1969, lors de l'ouverture de la section de Avtozavodskaïa à Kachirskaïa.